# 西藏路 (臺灣)
西藏路位於臺北市中正區、萬華區，東起汀州路口接三元街，西至環河南路口接萬板大橋。台北捷運萬大線將從汀州路口至萬大路口地下通過一座車站，並設置道路二側人行道下方設置共同管道（纜線管路）及自行車道。該路命名之緣由為紀念聲援1959年的西藏抗暴運動。

## 歷史
今西藏路原為稱作「無尾港」的新店溪舊河道，臺灣日治時期稱為赤池，戰後整濬為特三號排水溝；七零年代起，配合都市計畫逐漸拓寬加蓋為今路。
1959年西藏人民與中國人民解放軍發生激烈武裝衝突，中共在同年對西藏地區進行強力鎮壓，第十四世達賴喇嘛流亡印度，當時的台北市政府接獲民眾陳情，希望於市內增設一以西藏為名的道路，並獲得市政府應允研議辦理。
1969年，市政府宣布於萬華區沿排水溝的新增設道路命名為「西藏路」，以紀念受到中共政權所壓迫的西藏人民。

### 車道數
- 萬板大橋下段到西園路─各2線道。
- 西園路到汀洲路─各3線道。

### 號碼
- 單號1~299，雙號2~554

### 沿線設施
(由東往西) 
- 忠義國小(正門位於中華路二段307巷17號)
- 臺北市萬華區新和國小（附設幼兒園）(西藏路125巷31號)新和國小地下停車場（中華路二段416巷21號B1樓＆B3樓）
- 南機場國民住宅
- 台北捷運萬大線廈安站（興建中）
- 台北市公共自行車租賃系統復華花園新城站
- 萬華國中[201號]
- 萬華國中地下停車場[201號地下B1樓＆B3樓]
- 華江高中[213號]
- 雙園國小
- 南海實驗幼稚園(424號)
- 大理高中(正門位於長順街2號)
- 台北市公共自行車租賃系統大理高中站
- 環南市場(正門位於環河南路二段245號)
- 萬板大橋